# Jan z Jesenice
Jan z Jesenice (lateinisch Joannes de Jessenicz, deutsch auch Johannes von Gaßnitz) († um 1420 in Südböhmen) war ein tschechischer Priester, Jurist und Freund von Jan Hus.

## Leben
Er stammte aus einer armen Familie aus Jesenice. 1397 wurde er Bachelor und 1408 Meister der freien Künste. Die Prüfung zum Bachelor der Rechte legte er 1407 ab. 1409 setzte er sich gemeinsam mit Hus und Christian von Prachatitz für die Befreiung des Štěpán z Pálče und Stanislaus von Znaim ein.
Er war ein Verfechter des Kuttenberger Dekrets (dekret kutnohorský). 1410 nahm er das Studium der Rechte an der Universität in Bologna auf und vertrat Hus vor dem Papstgericht. Während des Prozesses wurde ihm jedoch weitere Vertretung untersagt und erhielt 1411 ein Verbot Rom zu verlassen, ein Jahr später wurde er inhaftiert. Es gelang ihm die Flucht und er kehrte nach Bologna zurück. Erneut gefangen genommen und inhaftiert, konnte er durch seine Freunde aus der Universität befreit werden. Er beendete das Studium und legte seine Doktorarbeit ab. Nach Bannung am 29. Juli 1412 kehrt er nach Böhmen zurück.
Zurückgekehrt begann er gleich den päpstlichen Bann gegen Hus anzugehen. 1413 vertrat er Hus auf der Synode und vor der von Wenzel (HRR) einberufenen Kommission.
Er war ein Befürworter der Teilnahme von Jan Hus auf dem Konzil in Konstanz. Er begründete seine Meinung damit, dass dies der einzige Weg sei, eigene Ansichten zu verteidigen. Als Hus eingesperrt wurde, wollte er ihn verteidigen. Im Oktober 1415 wurde ihm gegenüber ein verstärkter Bann gelegt und auf Prag ein Interdikt, da er sich dort aufhielt. Dies war jedoch Jan z Jesenic nicht von Bedeutung. Wenzel IV. versuchte eine Übereinkunft mit Jan zu vereinbaren. Jan verließ danach Prag, kehrte aber immer wieder dorthin zurück. Noch 1419 wurde er immer wieder aufgerufen Prag zu verlassen, kurz darauf am 26. Februar 1419 wurde das Interdikt aufgehoben.
Nach der Spaltung der Hussiten stand er auf der Seite der Prager gegen die Taboriten. Jan z Jesenice starb wahrscheinlich auf der Burg Krumau als Gefangener des Ulrich II. von Rosenberg.